# Prasinocyma arabica
Prasinocyma arabica är en fjärilsart som beskrevs av Edward P. Wiltshire 1982. Prasinocyma arabica ingår i släktet Prasinocyma och familjen mätare. Inga underarter finns listade i Catalogue of Life.